# 170-176 John Street Building
El Edificio John Street No. 170-176  es un edificio histórico ubicado en Nueva York, Nueva York. El Edificio John Street No. 170-176 se encuentra inscrito como un Hito Histórico Neoyorquino en la Comisión para la Preservación de Monumentos Históricos de Nueva York al igual que en el Registro Nacional de Lugares Históricos desde el 13 de mayo de 1971.

## Ubicación
El Edificio John Street No. 170-176 se encuentra dentro del condado de Nueva York.